# جاستن ميرفي
جاستن ميرفي (بالإنجليزية: Justin Murphy)‏ هو لاعب كرة قدم أسترالية أسترالي، ولد في 24 أبريل 1976 في لاونسستون في أستراليا.

## وصلات خارجية
- جاستن ميرفي على موقع AustralianFootball.com (الإنجليزية)
- جاستن ميرفي على موقع AFLtables.com (الإنجليزية)